# إيدي (فلم)
إيدي (بالإنجليزية: Eddie) هو فيلم كوميدي أنتج سنة 1996 من بطولة ووبي غولدبرغ وفرانك لانجيلا. حقق الفيلم إيرادات قدرت ب$31,387,164 في الولايات المتحدة. الفيلم من إخراج ستيف راش.

## القصة
إدوينا 'إيدي' فرانكلن، مشجعة لفريق نيويورك نيكس، فازت في مسابقة منظَّمة من طرف مالك النادي، ويليام 'ويلد بيل' بورغس، لتصبح مدربة الفريق.

## الطاقم
| الممثل(ة)         | الدور                   |
| ----------------- | ----------------------- |
| ووبي غولدبرغ      | إدوينا 'إيدي' فرانكلن   |
| فرانك لانجيلا     | ويليام 'ويلد بيل' بورغس |
| دنيس فارينا       | المدرب كون بايلي        |
| ريتشارد جينكينز   | كارل زيمر               |
| ليزا آن والتر     | كلاودن                  |
| جون بنيامين هايكي | جوي نادر                |
| جون سالي          | ناتي ويلسون             |
| مارك جاكسون       | دارين تايلور            |
| مالك سيلي         | ستاسي باتون             |
| دواين شينتزيوس    | إفان رادوفادوفيتش       |
| جون ديماغيو       | عامل إنشاء              |

بالإضافة إلى لاعبين من فرق إن بي آي مثل أليكس إنجلش كمدرب فريق كليفلاند كافالييرز، دواين شينتزيوس، غريغ أوسترتاغ وريك فوكس. دينيس رودمان، موجسي بوجس، فيني دل نيغرو، فلاد ديفاك، بوبي فيلس، جي آر ريد، تيريل براندون، براد دوتري، ميتش ريتشموند، أفيري جونسون، كوري بلونت، لاري جونسون، راندي براون، أولدن بولينيس وسكوت بوريل. كما ظهر في الفيلم دونالد ترمب، رودي جولياني، إد كوخ وديفيد ليترمان.

## الاستقبال
تلقى الفيلم مراجعات سيئة من النقاد. وقدم موقع الطماطم الفاسدة 15% كنسبة نجاح الفيلم باستناد 33 من النقاد. وأعطى الناقد روجر إيبرت نجمة ونصف للفيلم. أما البطلة ووبي غولدبرغ فترشحت لجائزة التوتة الذهبية كأسوأ ممثلة لدورها في الفيلم.